# Søreide kyrka
Søreide kyrka (norska: Søreide kirke) är en kyrka i bostadsområdet Søreidgrenda i den administrativa stadsdelen Ytrebygda i staden Bergen i Norge. Området med kyrkan är omgivet av Nordåsvatnet och Bergens flygplats.

## Kyrkobyggnaden
Kyrkan uppfördes 1973 efter ritningar av arkitekt Helge Hjertholm. Grundstenen lades den den 25 oktober 1972 och kyrkan invigdes den 16 december 1973.
Kyrkan är byggd av trä och vilar på en betongsockel. Vid kyrkans ingång finns en fristående klockstapel. Kyrkorummet har kvadratisk planform och täcks av ett pyramidtak. I kyrkorummet ryms cirka 280 personer. Genom att flytta några vikväggar kan kyrkorummet utökas och rymma cirka 500 personer.

## Inventarier
- Orgeln med 15 stämmor två manualer och pedal är tillverkad av J. H. Jørgensens orgelfabrikk i Oslo.
- Dopfunten är en fyrkantig trälåda som vilar på fyra kantställda träbjälkar. På funtens ovansida finns ett runt hål för dopfatet. Dopfatet är av koppar och invändigt täckt med blå emalj.
- Altaret är ett bord av trä som saknar utsmyckning. Ovanför altaret hänger Hein Heinsens "Korssymbol", som är en rombformad järnplatta med utstansade kors. Plattan är svartmålad och dess utstansningar är förgyllda.
- I klockstapeln hänger tre kyrkklockor gjutna av Olsen Nauen Klokkestøperi.